# ميتيورا

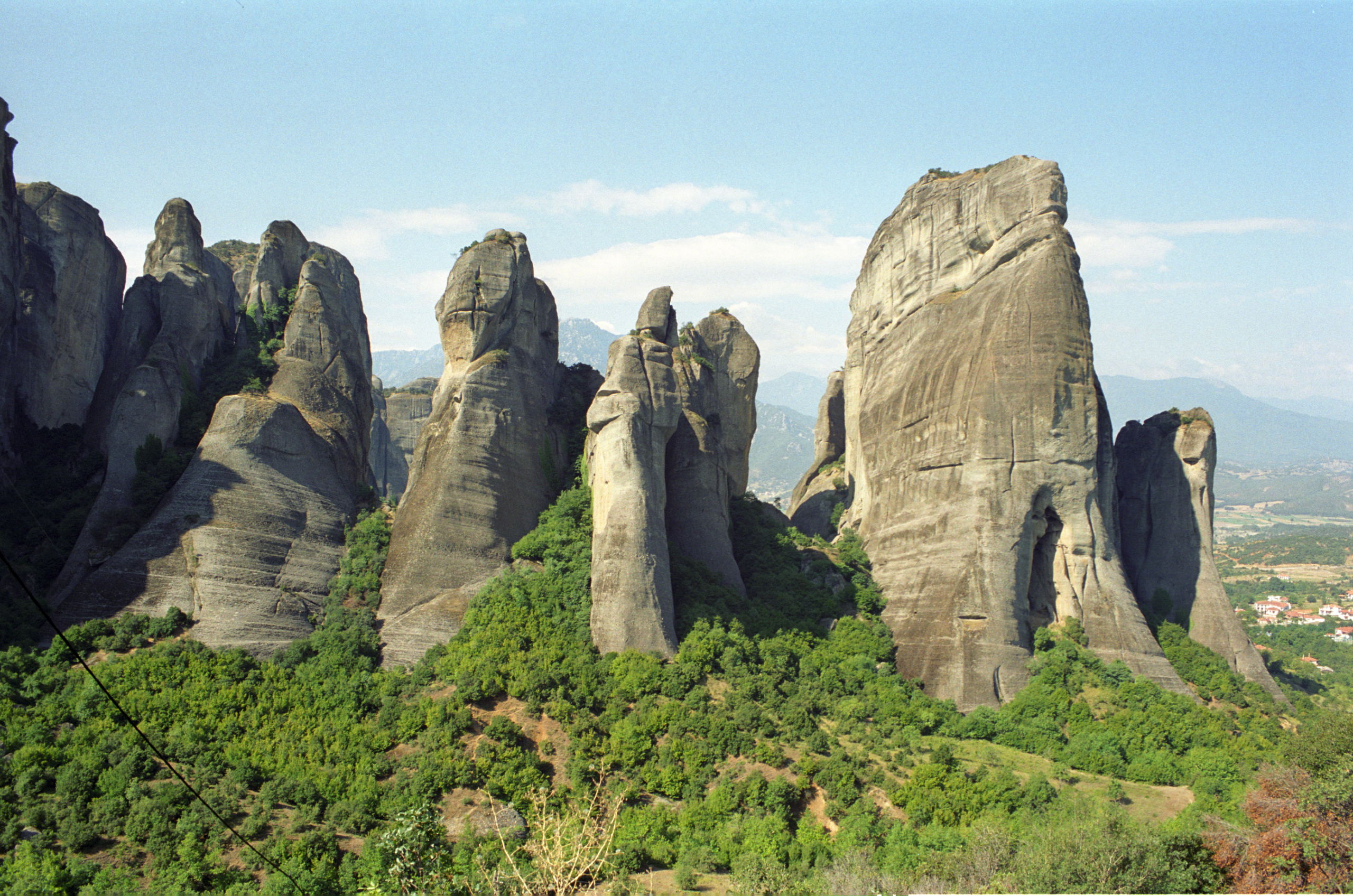
صخور ميتيورا

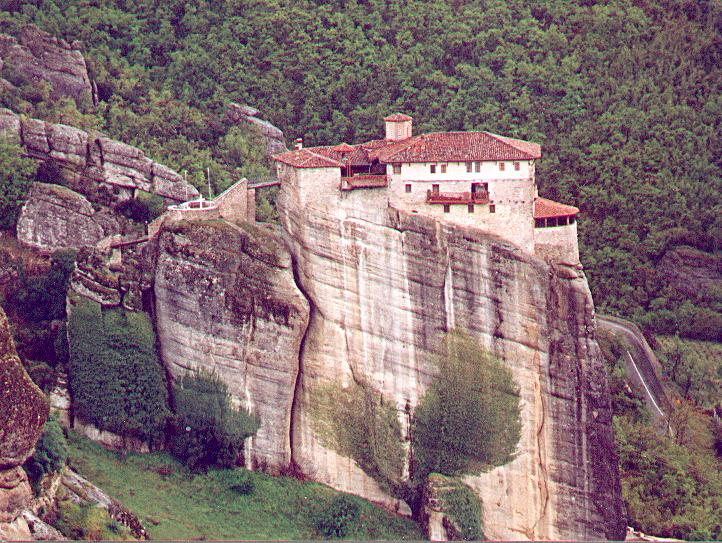
دير روسانوو

ميتيورا (باليونانية: Μετέωρα معناها الصخور المعلقة في الهواء -أو السماء) هي أحد أكبر وأهم تجمعات الأديرة في اليونان وتأتي بالأهمية بعد جبل آثوس.
بنيت الأديرة على صخور عمودية في الحافة الشمالية من سهل ثيسالي قرب نهر وجبال بيندوس التي تقع في وسط اليونان.
منطقة ميتيورا تتكون من ستة أديرة، وتعتبر من أهم معالم الجذب السياحي في اليونان. ميتيورا مدرجة من ضمن قائمة التراث العالمي لمنظمة اليونيسكو منذ عام 1988.

## تاريخ بناء ميتيورا

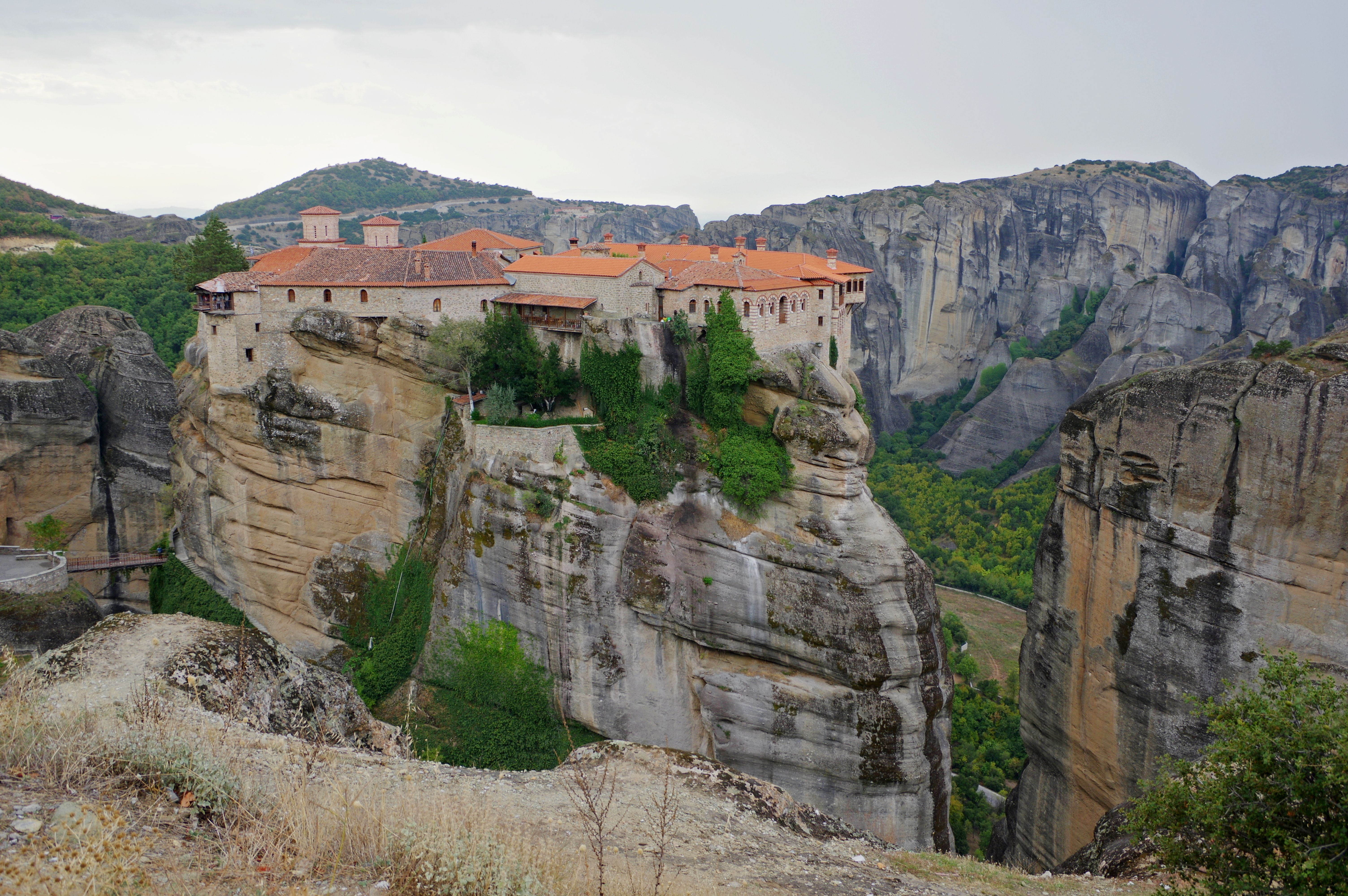
دير فارلام

بالرغم من أن تاريخ بناء ميتيورا غير معروف، إلا ان الرهبان كانوا يقطنون الكهوف الموجودة في ميتيورا قبل القرن الحادي عشر. وفي أواخر القرن الحادي عشر أو أوائل القرن الثاني عشر تشكلت في ميتيورا دولة رهبانية تسمى سكيتي من ستاغوي وتمحورت حول كنيسة ثيوتوكوس (مريم العذراء باليونانية) التي لا تزال قائمة حتى اليوم.
تعود فكرة إنشاء الدير للرهبان المنعزلين الذين وجدوا من هذه الصخور المعلقة مكانًا يصعب الوصول إليه من قبل المحتل التركي. وبالرغم أن أكثر من 20 (ربما 24) من الأديرة شيد في بداية القرن الرابع عشر إلا أنه لم يبقَ اليوم مسكونًا من هذه الأديرة إلا 6 فقط وهي:
- دير ميتيورون العظيم
- دير فارلام
- دير القديس إسطفانوس
- دير الثالوث المقدس
- دير القديس نيقولاوس أناباوساس
- دير روسانو

هناك عدد آخر من الأديرة ولكنها مغلقة (أي بدون رهبان) مثل دير يبابانتي ودير القديس جورج مانديلاس.

## الوصول إلى أعالي ميتيورا

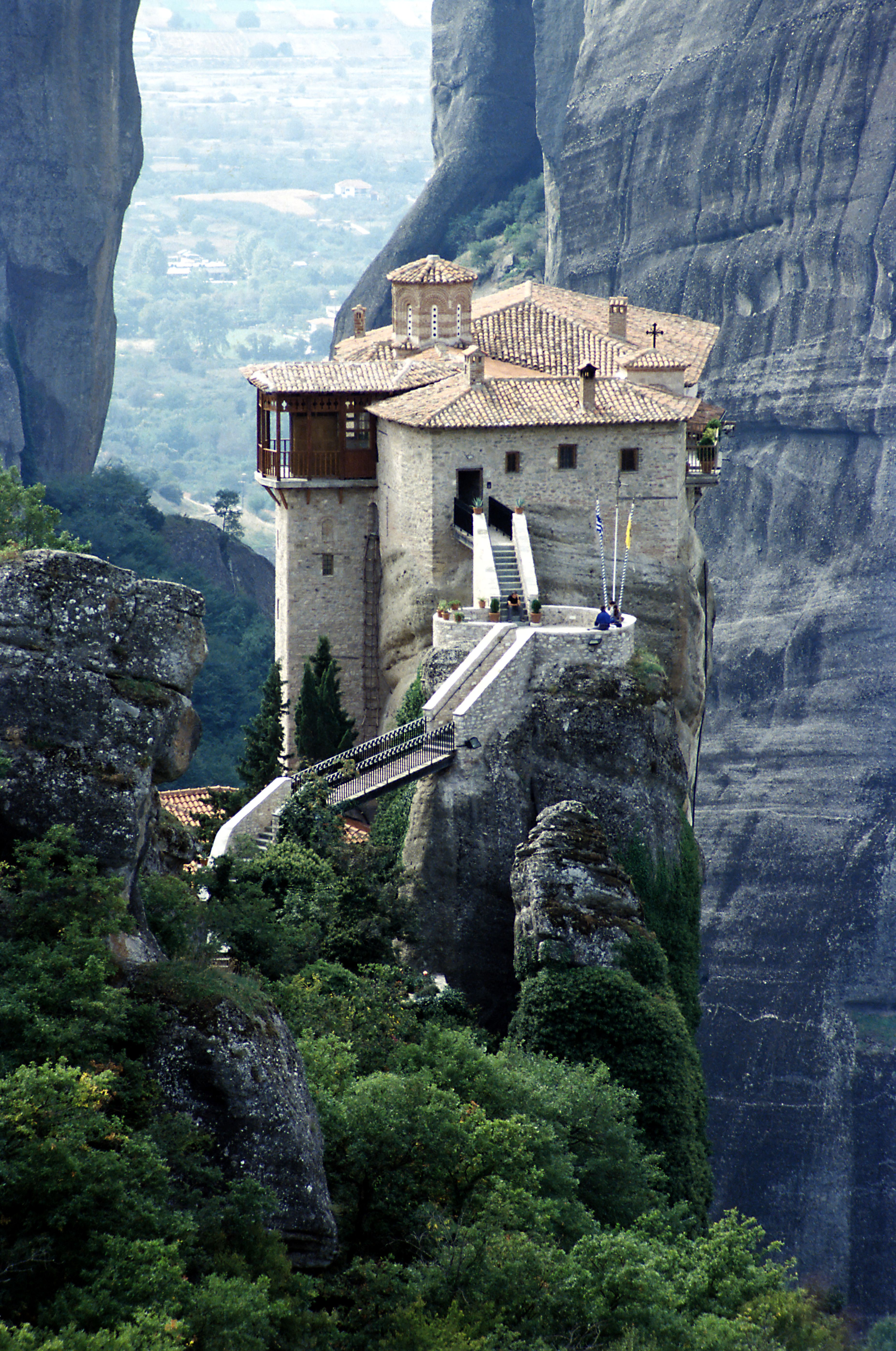
دير روسانو Rousánou

لم يكن بالإمكان الوصول إلى أعالي الصخرة بسهولة. فقد شيد الرهبان الأوائل سلالم بسيطة عبر زج الخشب في ثقوب داخل الصخور، وكانوا يصعدون من خلالها حتى يبلغوا الكهوف الطبيعية التي أصبحت ملجأهم المتين. وضع الخشب على مختلف أنواعه وأشكاله ليوحي بأنه عش للطيور. كان نظام البكرة والحبل يستخدم لحمل الطعام والشراب لرجال الدين، وكانت الحبال الوسيلة الوحيدة التي تربطهم بالعالم الخارجي .

## ميتيورا في العصر الحديث

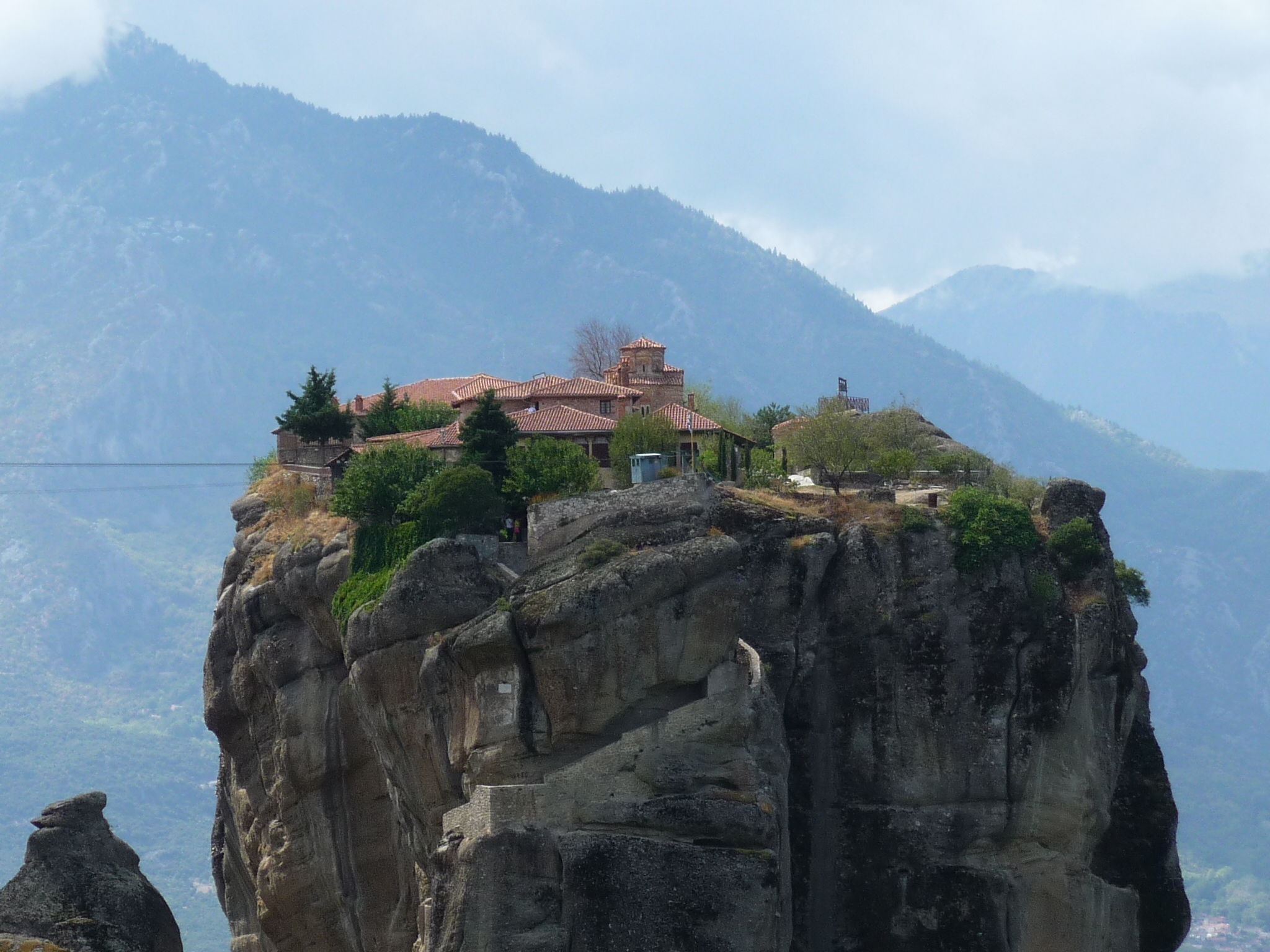
ديـــر Agía Triáda

في العشرينات من القرن العشرين قطعت درجات على صخرة ميتيور الرئيسية مما جعل الوصول إلى الموقع ممكنا عن طريق هضبة قريبة من الصخرة. بينما أقرب قريتين لميتيورا هما قرية كالامباكا وكاستراكي وبهما يسكن عادة جميع الزوار الذين يريدون البقاء في المنطقة.
الأديرة الستة مسكونة اليوم: خمسة منها للرهبان الذكور وواحد فقط للنساء. كل دير يسكنه أقل من عشر أشخاص.
ويزور المكان العديد من السياح سنويا، حوالي الفي سائح في اليوم . كنيسة الثالوث الاقدس في ميتيورا استخدمت لتصوير المشاهد النهائية من فيلم لعينيك فقط من سلسلة أفلام جيمس بوند. وكما أن فرقة لينكين بارك تأثرت بالموقع بعد رؤيتها له وقررت تسميت ألبومها الثاني باسم ميتيورا.

## اقرأ أيضا
- أمورغوس
- إيثاكا
- دير روسانو
- أدراختي صخرة

## وصلات خارجية
- الموقع الرسمي لميتيورا
- معلومات وصور عن ميتيورا من موقع جريك ترافل
- ميتيورا على موقع اليونيسكو من ضمن مواقع التراث العالمي